# Agey
Agey é uma comuna francesa na região administrativa da Borgonha-Franco-Condado, no departamento de Côte-d'Or. Estende-se por uma área de 8,32 km². Em 2010 a comuna tinha 271 habitantes (densidade: 32,6 hab./km²).